# 荒木田左馬之助
荒木田 左馬之助（あらきだ さまのすけ、天保9年（1838年）頃 - 文久3年9月26日（1863年11月7日））は、新選組隊士（国事探偵方）。左馬之允、左馬之亮とも。
御倉伊勢武などと共に、長州藩の桂小五郎の命を受けて、スパイのため新選組へ入隊したといわれているが、真偽は不明。
文久3年（1863年）9月25日に永倉新八・中村金吾らを襲撃したが失敗し、翌26日屯所内で結髪中、林信太郎らによってスパイ容疑で斬殺された。芹沢鴨暗殺の日が近かった事もあって、局長暗殺の罪も被せられたと見られている。
生前はいわゆる洒落者であったとされる。